# Minas Avétissian
Pour les articles homonymes, voir Minas et Avétissian.
Minas Avétissian (en arménien Մինաս Ավետիսյան ; surnommé Minas) est un peintre arménien. Il est né le 20 juillet 1928 dans le village de Djadjour, près de Gyumri, et est mort le 23 février 1975 à Erevan.

## Biographie
Avétissian a suivi les cours de l'Académie des beaux-arts d'Union soviétique à Léningrad à partir de 1960. 
En 1972, son atelier à Erevan est anéanti par un incendie sans doute criminel selon son épouse Gaïanée ; Avétissian meurt peu après, écrasé, en 1975, à l'âge de 47 ans, comme Parouïr Sévak mort en 1971, dans des circonstances plus qu'étranges qui ressemblent fort à « un assassinat purement soviétique ». Cet incendie réduisit à néant la majeure partie de son travail de peintre, l'œuvre de toute une vie. Homme au destin de maudit, comme le fut d'une autre manière Arshile Gorky, le tremblement de terre de Léninakan en 1988, aujourd'hui Gyumri, fit écrouler les bâtiments décorés de ses fresques et sa maison-musée à Djadjour, proche de l'épicentre du séisme. Ses deux fils Arman et Narek témoignent aujourd'hui de l'œuvre de leur père.

## L'œuvre
« Minas », ainsi il fut appelé de son vivant, et après sa mort. Il réalisa près de cinq cents tableaux, une vingtaine de fresques et quelques dessins retrouvés. Il exécuta aussi de nombreux décors pour une dizaine de spectacles. 
Il est le fils spirituel de Martiros Sarian, peintre novateur qui ouvrit la voie à la modernité à tous les autres peintres d'Arménie. Minas Avétissian s'est toujours revendiqué de son maître, surtout pour la richesse chromatique de sa palette aux couleurs flamboyantes. Mais il ne fut pas un disciple, il prolongea l'art de son maître spirituel, en renouvelant la peinture arménienne.
Si ces deux peintres ont la même passion de la lumière, chez Sarian la couleur demeure comme assujettie à la lumière. En cela, il témoigne d'une époque où la liberté de peindre n'atteint pas son zénith, même si le jeune Sarian est un vrai découvreur de formes. Or, il a fallu attendre Minas, pour voir palpiter la couleur dans toute sa violence, dans toute sa matière. Entre ombres et lumière, les contrastes accusent une tragédie qui pointe. Cette peinture sonne souvent comme un glas, où le deuil ne cesse d'affleurer.
Minas Avétissian est à la charnière de deux mondes très différents. Il vécut la fin d'un certain mode de vie séculaire, issu des travaux et des jours d'une civilisation agricole. Il fut en rupture avec l'arrivée de l'industrialisation massive des campagnes. Cette couleur utilisée avec véhémence, révèle un profond malaise, une obscurité subconsciente. Certes, les paysages du pays des pierres (Karastan en arménien) brûlés par le soleil mettent en valeur l'attachement filial de ce peintre à son pays natal, mais il devient miroir vivifiant quand tout un peuple s'y reconnaît, au travers de puissants accords chromatiques.     
Très populaire, cet artiste dépeint la campagne arménienne et les gens de tous les jours, « avec le goût des couleurs pures et l'absence de perspective des miniaturistes ». Son œuvre atteint l'universel par sa simplicité et par son amour porté à la terre et au peuple. Il influence, aujourd'hui encore, un grand nombre de jeunes coloristes caucasiens. Minas est devenu une icône de la peinture.

## Quelques tableaux célèbres
- Le village Djadjour, 1960, 75x100, Musée d'art contemporain d'Arménie, Erevan
- Mes parents, 1962, 140x100, Musée d'art contemporain d'Arménie, Erevan
- Au seuil, 1966, 65x65, Musée d'Art oriental, Moscou (œuvre symbole du peintre)
- Maître Guévork, 1967-1970, 125x100, Musée Minas Avétissian, Djadjour
- On pétrit le pain (le lavache), 1972, 165x165, Musée d'art contemporain d'Arménie, Erevan
- Mémoire, 1973, 100x120, Musée d'art contemporain d'Arménie, Erevan
- Fin d'automne, 1973, 90x90, collection H. Khatchaturian, Erevan
- Coin de Léninakan, 1974, 80x80, collection particulière, Liban
- Paysage avec des khatchkars (croix de pierre), 1974, 120x120, Galerie nationale d'Arménie, Erevan